# NGC 3130
NGC 3130 je galaksija u zviježđu Lavu.

## Vanjske poveznice
- SEDS: NGC 3130